# Abraham Bäck (general)
Abraham Bäck, född 16 juli 1742 i Karlskrona, död där 7 april 1822, var en svensk fortifikationsofficer.
Bäck var son till assessorn Adam Johan Bäck och undervisades i hemmet. Han genomgick därefter kadettskolan i Karlskrona och blev underkonduktör vid fortifikationen i Stockholm 1760. Kort efter utnämningen blev Bäck 1761 förordnad att i ordinarie informationsofficerens ställe ombesörja den matematiska undervisningen vid fortifikationens informationsverk, utnämndes 1761 och användes 1761-62 under pommerska kriget för kopiering av kartor. Han befordrades 26 augusti 1761 till konduktör. 1762-72 var Bäck placerad vid dock- och fästningsbyggnaden i Karlskrona och tjänstgjorde där vid den under Daniel Thunbergs ledning påbörjade nya dockbyggnationen. Här arbetade han främst med att utarbeta ritningar och arbetsförslag, men sedan han 1773-1784 återvänt efter att 1772 ha varit kommenderat till generallöjtnant Gabriel Spens armékår i Värmland, fick han även biträda Thunberg vid själva dockbyggnaden. Bäck befordrades 1774 till löjtnant och 1776 till kapten. Vid denna tid var han samtidigt fortifikationsofficer vid sjökastellerna Kungsholmen och Drottningskär och måste dela sin tid med detta uppdrag, men sedan han 1784 utnämnts till fortifikationsbefäl fick han möjlighet att helt ägna sig ått detta uppdrag. 1787 befordrades han till major, 1794 till övertelöjtnant i armén samt 1795 generalkvartermästarlöjtnant. År 1801 blev Bäck chef för Karlskronabrigaden, samma år överste i armén och 1805 överste i fortifikationen. Vid fortifikationens omorganisation 1811 blev han chef för ingenjörkårens fortifikationsbrigad. Han erhöll 1815 generalmajors titel och kunglig resolution på livstids tjänstledighet med bibehållande av lönen. Bäck blev 1797 riddare av Svärdsorden, 1811 ledamot av Krigsvetenskapsakademien och 1821 hedersledamot av samma akademi.